# اشرفپور
اشرفپور (به لاتین: Ashrafpur) یک منطقهٔ مسکونی در بنگلادش است که در ناحیه برهمن‌بریه واقع شده‌است.